# 남원기
남원기(1963년 1월 11일~)는 대한민국의 알파인 스키 선수로, 1988년 동계 올림픽에 참가했다.